# Хюн-мин Сон
Хюн-мин Сон (на корейски: 孫興慜, 손흥민;) е южнокорейски футболист, играещ като крило за американския Лос Анджелис. Капитан е на националния отбор на Южна Корея. Той е най-скъпият азиатски футболист, след като през 2015 г. Тотнъм плаща 22 милиона паунда за него. Заедно с Парк Джи Сунг и Ан Юнг-хван е най-резултатният корейски футболист на световни първенства с 3 гола. Освен това е и най-резултатният азиатски футболист в Английската Висша лига.

## Клубна кариера
Юноша е на ФК Сеул. На 16-годишна възраст се присъединява към академията на германския Хамбургер ШФ. През сезон 2009/10 играе за дублиращия отбор на Хамбугер, записвайки 6 мача, в които вкарва 1 гол. На 31 октомври 2010 г. в мач с Кьолн вкарва първия си гол за първия тим, ставайки най-младият голмайстор в историята на Хамбургер на 18-годишна възраст. През сезон 2011/12 става титулярен футболист в тима, а важните му голове помагат на Хамбургер да оцелее в Първа Бундеслига. След като тимът е напуснат от Паоло Гереро и Младен Петрич, треньорът Торстен Финк премества Сон в атаката. Хюн не разочарова и вкарва 12 гола в 34 срещи. По това време той е сравняван с легендата Ча Бум-Кун, играл в Бундеслигата през 80-те години.
През юни 2013 г. преминава в Байер Леверкузен, където веднага става важна част от тима. Играе с тима в Шампионската лига, а голът му срещу Зенит (Санкт Петербург) е определен за най-красив гол от статично положение през сезона. Записва 61 двубоя с екипа на „аспирините“, като вкарва 21 попадения.
През 2015 г. подписва с Тотнъм Хотспър. Първите си голове за „шпорите“ вкарва в Лига Европа във вратата на Карабах при победата с 3:1. На 19 септември 2015 г. вкарва и първия си гол в първенството във вратата на Кристъл Палас. През първия си сезон в Англия не успява да се наложи в състава, като реализира едва 4 попадения в 28 мача. През 2015/16 Тотнъм са близо до шампонската титла, но в последния кръг тя е спечелена от Лестър Сити. През следващия сезон обаче Сон се намира в страхотна форма и става първият азиатец, спечелил приза за Футболист на месеца във Висшата лига (септември 2016). Сформира трио в нападението с Хари Кейн и Деле Али, като и тримата вкарват по над 20 гола във всички турнири през сезона. През април 2017 г. отново е избран за Футболист на месеца в Премиършип.
През сезон 2017/18 вкарва 12 гола в 37 мача в шампионата и става най-резултатният азиатски футболист в английското първенство. Също изравнява рекорда на Джърмейн Дефоу, като се разписва в 5 поредни домакински срещи. През юли 2018 г. удължава договора си до 2023 г.

## Национален отбор
Дебютира за националния отбор на Южна Корея през 2010 г. Първия си гол вкарва по време на турнира за Купата на Азия през 2011 г. при победата над Индия с 4:1. През 2012 г. отказва да играе за Олимпийските игри в Лондон, за да се концентрира върху изявите си в Хамбургер. През 2014 г. участва на Световното първенство в Бразилия, където вкарва гол при поражението от Алжир с 2:4. Същата година Корейската футболна федерация настоява Сон да играе на Азиатските игри, тъй като при победа ще бъде освободен от задължнителна казарма. От Байер Леверкузен обаче не пускат футболиста.
През 2015 г. достига финал на Купата на Азия, където Южна Корея губи от домакините Австралия с 1:2. Сон е капитан на тима на Мондиал 2018, но корейците отпадат в група с Германия, Мексико и Швеция. Все пак в последния мач Южна Корея побеждава действащия световен шампион Германия с 2:0, а Сон вкарва в добавеното време на срещата. През август 2018 г. е капитан на тима на Азиатските игри, където Южна Корея завоюва златните медали. Впоследствие Сон е освободен от военна служба в родината си.

## Успехи

### Тотнъм Хотспър
- Лига Европа – 2025

### Национален отбор
- Азиатски игри – 2018

### Индивидуални
- Футболист на годината в Южна Корея – 2013, 2016, 2017
- Легионер на годината на АФК – 2015, 2017
- Футболист на месеца във Висшата лига – септември 2016, април 2017
- Голмайстор на ФА Къп – 2016/17